# Ökologische Plattform

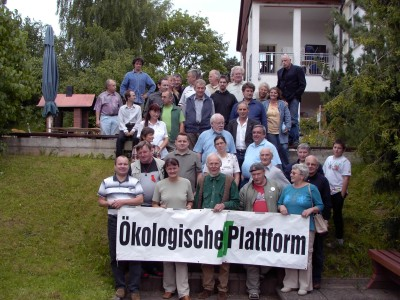
Bundestreffen der Ökologischen Plattform 2007

Die Ökologische Plattform ist ein politischer Zusammenschluss innerhalb der Partei Die Linke. Die Plattform wurde im Sommer 1994 innerhalb der damaligen PDS gegründet. Sie versteht sich als Zusammenschluss von lokalen Umwelt- und Klimapolitischen Gruppen und Einzelpersonen in Die Linke und ihrem Umfeld, die sich vor Ort selbstbestimmt organisieren.

## Positionen
Ihre Aufgabe sieht die Ökologische Plattform darin, die ökologische Wende innerhalb der Partei Die Linke zu verankern. Sie will aufzeigen, wie der Weg für eine ökologische Politik geebnet werden kann. Eine vollständige solare Energiewende und eine radikale ökologische Steuerreform, die sozial ausbalanciert ist, werden als Kernelemente dafür gesehen. Sie spricht sich gegen die grüne Gentechnik aus und ergriff dazu viele Initiativen innerhalb der Linken.
Die Ökologische Plattform will über neue Lebensweisen nachdenken und nach Wegen suchen, wie die Gesellschaft mit einem Bruchteil der heutigen Materialverbräuche auskommen kann. Durch die jetzige Produktions- und Lebensweise, so die Plattform, gefährde der Mensch die gesamte Lebenssphäre und bürde den nächsten Generationen immer wahrscheinlicher „großes Elend und Siechtum“ auf. Es stelle sich die Frage, wie mit dem bereits unvermeidlichen Anteil des Klimawandels umzugehen sei und wie die Gesellschaft an veränderte Naturbedingungen angepasst werden könne.

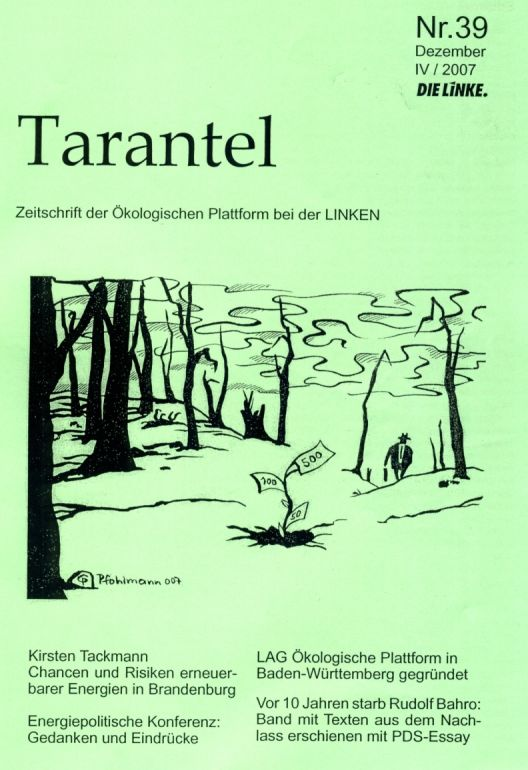
„Tarantel“, die Zeitschrift der Ökologischen Plattform

Die linken Ökologen setzen sich für eine gerechte kulturelle und wirtschaftliche Kooperation zwischen den Ländern des Trikont und den reichen Industriestaaten ein und lehnen eine Politik ab, die nur die eigenen sozialen Belange im Blick behält. Es sei eine solidarische Weltgesellschaft nötig, in der sich nicht die reichen Staaten auf Kosten der ärmeren Vorteile herausnähmen und ihnen die eigene, als falsche kritisierte Entwicklung aufzwängen. Ein Kultursystem nach dem „Prinzip Nimmersatt“ sei auf einer endlichen Erde längerfristig nicht zukunftsfähig. Daher müsse eine nichtkapitalistische und nichtpatriarchale Alternative grundlegend neu durchdacht werden. Die Plattform möchte eine Gesellschaftsordnung befördern, die „auf Herz und Geist gebaut“ ist, in der aber auch der einzelne die Werte des „Seins“ über die des „Habens“ stelle.
Die Plattform setzt sich für eine ökologische Verkehrswende ein.

## Aktivitäten
Die Ökologische Plattform engagiert sich auch bei konkreten politischen Aktivitäten vor Ort wie den Castor-Blockaden, Aktionen gegen den Havel-Ausbau oder den Flughafen Berlin-Schönefeld. Bei den linken Ökologen arbeiten mindestens auch Nichtparteimitglieder mit. Die Ökologische Plattform versuchte auf den programmatischen Prozess von Die Linke Einfluss zu nehmen. Zentrale umweltpolitische Aussagen in Partei- und Wahlprogrammen entsprachen ihren Vorschlägen. Die Ökologische Plattform bemüht sich um Vernetzung, Dialog und Austausch mit Umweltverbänden.
Die Ökologische Plattform gibt vierteljährlich die Publikation tarantel heraus. Außerdem erscheinen seit 2005 regelmäßig Themenhefte unter dem Label Beiträge zur Umweltpolitik.

## Thematische Literatur von Mitgliedern der Ökologischen Plattform
- Götz Brandt: Ökologische Umbrüche und Technik. Leitlinien für eine ökologische Linke. Edition Zeitsprung, Berlin 2011. Engelsdorfer Verlag, Leipzig 2013.[5]
  - Leben in der Vielfachkatastrophe. Einleitung von Manfred Wolf. Edition Zeitsprung, Berlin 2013.[6]

- Marko Ferst: Wege zur ökologischen Zeitenwende. Reformalternativen und Visionen für ein ökologisches Kultursystem. Mit F. Alt und R. Bahro. Zeitsprung, 2002.[7]
  - Erich Fromm als Vordenker. Haben oder Sein im Zeitalter der ökologischen Krise. 13 Autoren, Edition Zeitsprung, Berlin 2002.
  - Täuschungsmanöver Atomausstieg? Über die GAU-Gefahr, Terrorrisiken und die Endlagerung. Edition Zeitsprung, Berlin 2007.[8]

- Franz Groll: Wie das Kapital die Wirtschaft ruiniert. Der Weg zu einer ökologisch-sozialen Gesellschaft. Riemann-Verlag, München 2004.[9]
  - Der Weg zur zukunftsfähigen Gesellschaft. Die solidarische Wirtschafts- und Gesellschaftsordnung als Alternative zum Kapitalismus. VSA-Verlag, 2013. DNB 1042678901.

- Rita Kindler: Landschaftsfraß. Flächenwende in Sicht? Berlin 2004, ISBN 3-929390-79-5.
- Gangolf Stocker: Verkehrter Verkehr. Beiträge zur Umweltpolitik, Berlin 2006.[10]
- Sabine Voigt: Fragen und Antworten zur Grünen Gentechnik in der Landwirtschaft und Lebensmittelherstellung. Berlin 2005.
- Uwe Witt: Erneuerbare Energien: Schlüssel zukunftsfähiger Energieversorgung. Beiträge zur Umweltpolitik, Berlin 2005.[11]